# Dactylocladius gelidorum
Dactylocladius gelidorum är en tvåvingeart som först beskrevs av Jean-Jacques Kieffer 1923.  Dactylocladius gelidorum ingår i släktet Dactylocladius och familjen fjädermyggor. Inga underarter finns listade i Catalogue of Life.